# Ám ảnh kinh hoàng
Ám ảnh kinh hoàng (tựa tiếng Anh: The Conjuring) là một bộ phim kinh dị siêu nhiên của điện ảnh Hoa Kỳ công chiếu vào năm 2013 do James Wan làm đạo diễn. Hai diễn viên Vera Farmiga và Patrick Wilson vào vai Ed và Lorraine Warren, họ là những nhà điều tra các hiện tượng siêu nhiên xảy ra trên nước Mỹ. Những báo cáo của họ còn truyền cảm hứng cho cuốn tiểu thuyết Amityville Horror. Trong phim hai vợ chồng Warren là những người điều tra các hiện tượng siêu nhiên, họ đến để hỗ trợ gia đình Perron (Ron Livingston và Lili Taylor) đang trải qua các sự kiện ngày càng đáng lo ngại trong trang trại của họ ở Harrisville, Rhode Island vào năm 1971.
The Conjuring được phát hành tại Mỹ và Canada vào ngày 19 tháng 7 năm 2013, Vương quốc Anh và Ấn Độ vào ngày 2 tháng 8 năm 2013, và ở Việt Nam vào ngày 6 tháng 9 năm 2013 và tái khởi chiếu vào ngày 14 tháng 1 năm 2022. Bộ phim nhận được đánh giá tích cực từ các nhà phê bình phim và khán giả. Bộ phim cũng thành công tại phòng vé khi thu hơn 318 triệu đô la Mỹ trên toàn thế giới, trong khi kinh phí chỉ là 20 triệu đô la.

## Nội dung
Phim mở đầu vào năm 1968, hai cô gái và một chàng trai trẻ thuật lại câu chuyện của họ cho Ed và Lorraine Warren nghe về con búp bê bị ám bởi một cô gái 7 tuổi tên là Annabelle Higgins mà họ tin rằng đã bị ma ám. Sự việc sau đó cho thấy có vẻ Ed và Lorraine đã xử lý xong vụ Annabelle và niêm phong con búp bê này trong căn phòng chứa những đồ vật ma ám mà họ đã xử lý trước đây.
Năm 1971, Roger và Carolyn Perron chuyển đến sống trong một trang trại ở Harrisville, Rhode Island với năm cô con gái của họ là Andrea, Nancy, Christine, Cindy và April. Trong ngày đầu tiên mọi chuyện diễn ra suôn sẻ mặc dù chú chó Sadie của họ không chịu vào nhà. Cô bé út April nhặt được một chiếc hộp âm nhạc cũ. Tối hôm đó, trong khi chơi trò "Trốn và Vỗ tay", các cô gái đã phát hiện ra một tầng hầm bí mật trong ngôi nhà.
Sáng hôm sau, Carolyn thức dậy với một vết bầm tím bí ẩn trên người còn April tìm thấy Sadie nằm chết bên ngoài nhà. Trong vài ngày tới, các sự kiện huyền bí liên tiếp xảy ra. Chị cả Andrea cảm nhận được mùi gì đó như mùi xác chết phân hủy, Cindy liên tục bị mộng du và đập đầu vào tủ quần áo trong phòng Andrea, Christine bị kéo chân vào lúc nửa đêm, sau đó cô bé nhìn thấy điều gì đó rất khủng khiếp. Bản thân Carolyn cũng bắt đầu cảm nhận được những điều bất thường khi các vết bầm xuất hiện ngày càng nhiều, tất cả các đồng hồ trong nhà đều dừng hoạt động vào lúc 3 giờ 7 phút, hay tiếng vỗ tay bí ẩn trong tủ quần áo ở phòng Andrea khi cô chơi trò "Trốn và Vỗ tay" với April. Các sự việc lên đến đỉnh điểm khi một đêm Roger đi công tác ở Florida. Những khung ảnh gia đình treo trên cầu thang đều tự động rơi xuống, Carolyn bị ma dụ và nhốt lại trong tầng hầm. Trong khi đó Andrea bị đánh thức bởi tiếng cụng đầu do Cindy mộng du và đập đầu vào tủ quần áo, sau đó Andrea bị tấn công bởi một hồn ma trên nóc tủ. May mắn là Roger đã về kịp và giải cứu mọi người.
Carolyn quyết định tìm đến Ed và Lorraine Warren để nhờ họ giúp đỡ. Vợ chồng Warren tiến hành một cuộc điều tra và kết luận rằng ngôi nhà đã bị ma ám. Họ có thể tiến hành một cuộc trừ tà nhưng họ cần đưa ra bằng chứng để nhận được sự cho phép của Giáo hội Công giáo.
Trong khi nghiên cứu lịch sử của ngôi nhà, Ed và Lorraine biết rằng ngôi nhà từng thuộc về một phù thủy có tên Bathsheba (người có mối quan hệ với phù thủy Mary Eastey), mụ đã hy sinh đứa con của mình cho quỷ dữ Satan và đã tự tử vào năm 1863 (đồng hồ chỉ 03:07 chính là thời điểm mà biên bản pháp y kết luận Bathsheba đã chết) sau khi nguyền rủa những người lấy đất của mình. Lorraine còn tìm thấy hồ sơ về rất nhiều vụ giết người và tự tử của những người từng sống trong ngôi nhà này trước đây.
Ed và Lorraine trở về nhà để thu thập thêm chứng cứ để nhận được ủy quyền trừ tà. Cindy vào phòng của Andrea, cô đã vào trong một lối đi bí mật phía sau tủ quần áo trong cơn mộng du. Lorraine vào trong đó tìm hiểu và bị ngã xuống tầng hầm, nơi cô thấy hồn ma của một người phụ nữ mà Bathsheba đã chiếm hữu từ lâu và sử dụng để giết đứa con của mình (cậu bé chính là chủ nhân của chiếc hộp âm nhạc mà April nhặt được, tủ quần áo của Andrea chính là nơi cậu thường trốn mỗi khi sợ hãi). Nancy bị một sức mạnh vô hình nắm tóc và bị kéo lê trên sàn nhà, nhưng may mắn Lorraine đã cắt bỏ mớ tóc đó.
Gia đình Perron quyết định chuyển đến một khách sạn trong khi Ed và Lorraine đã có bằng chứng cho Giáo hội để sắp xếp một buổi lễ trừ tà. Trong khi vợ chồng Warren trên đường về nhà, Bathsheba đã nhập vào búp bê Annabelle để tấn công con gái của họ, nhưng Ed đã về kịp lúc và cứu cô bé. Sự việc càng khiến Ed và Lorraine muốn kết thúc sớm chuyện này.
Carolyn bây giờ đã bị ám bởi Bathsheba, cô bắt hai cô con gái Christine và April và trở về nhà ở Harrisville. Ed, Lorraine, Roger và hai trợ lý vội vàng đến nơi, họ thấy Carolyn cố gắng đâm Christine bằng một cây kéo. Sau khi bắt được Carolyn, Ed quyết định thực hiện buổi trừ tà do chính mình thực hiện mặc dù Carolyn thoát khỏi và cố gắng giết April. Lorraine đánh lạc hướng Carolyn bằng cách nhắc nhở cô về những ký ức đặc biệt về gia đình cô. Sau đó Ed hoàn thành việc trừ tà, cứu Carolyn và con gái.
Trở về nhà, Lorraine nói với Ed rằng linh mục mà họ nhờ vào việc trừ tà đã để lại một tin nhắn, nói rằng ông đã có được sự chấp thuận của Giáo hội Công giáo để thực hiện trừ tà. Ông cũng có một trường hợp khác để họ điều tra ở Long Island. Ed và Lorraine đặt chiếc hộp âm nhạc vào căn phòng chứa những đồ vật ma ám của họ.

## Diễn viên
- Patrick Wilson vai Ed Warren
- Vera Farmiga vai Lorraine Warren
- Ron Livingston vai Roger Perron
- Lili Taylor vai Carolyn Perron
- Shanley Caswell vai Andrea Perron
- Hayley McFarland vai Nancy Perron
- Joey King vai Christine Perron
- Mackenzie Foy vai Cindy Perron
- Kyla Deaver vai April Perron
- Shannon Kook vai Drew
- John Brotherton vai Brad
- Sterling Jerins vai Judy Warren
- Marion Guyot vai Georgiana
- Steve Coulter vai Cha xứ Gordon
- Joseph Bishara vai Bathsheba
- Morganna Bridgers vai Debbie
- Amy Tipton vai Camilla
- Christof Veillon vai Maurice

## Sản xuất

### Phát triển
Ý tưởng phát triển của bộ phim bắt đầu từ hơn 20 năm trước.

### Tiền sản xuất
Bộ phim bắt đầu sản xuất vào đầu năm 2011, với các báo cáo rằng James Wan đang đàm phán để đạo diễn bộ phim. Điều này sau đó đã được xác nhận bởi hãng Warner Bros. Trong tháng 1 năm 2012, Vera Farmiga và Patrick Wilson được chọn vào vai chính của bộ phim. Cũng trong tháng đó, Ron Livingston và Lili Taylor cũng được xác nhận tham gia.

### Sản xuất
Phim bấm máy vào cuối tháng 2 năm 2012. Kéo dài trong 38 ngày, được quay chủ yếu tại EUE/Screen Gems Studios cũng như các địa điểm khác trong và xung quanh Wilmington, Bắc Carolina. Bộ phim cũng được quay tại Đại học North Carolina Wilmington trong tháng 3 năm 2012 trong khuôn viên trường.
Bộ phim sản xuất vào tháng 8 cùng năm. Khoảng 20 đến 30 phút của đoạn phim đã được gỡ bỏ và cắt giảm.

## Phát hành

### Quảng cáo

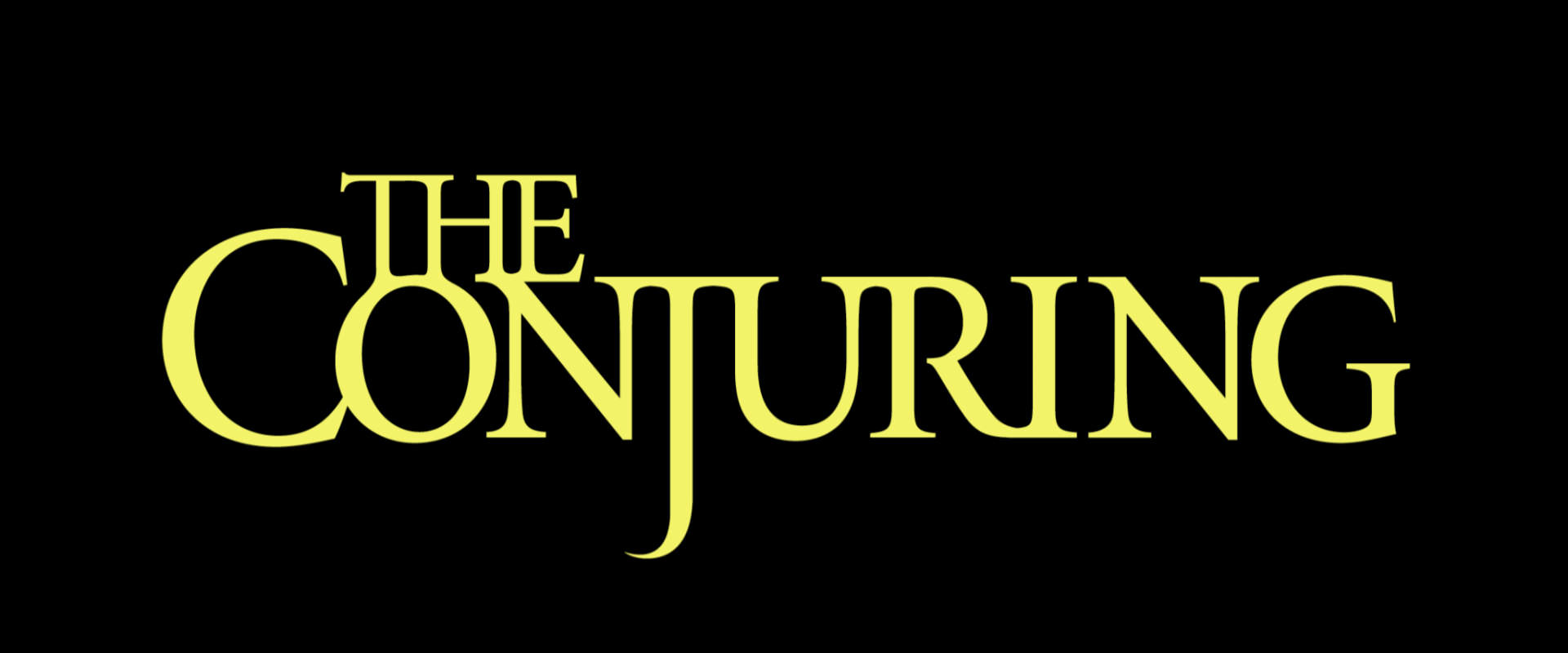
Logo chính thức của phim The Conjuring.

Những hình ảnh quảng cáo đầu tiên của bộ phim đã được phát hành trong tháng 11 năm 2012, giới thiệu Vera Farmiga và Patrick Wilson vào vai Ed và Lorraine Warren. Một đoạn teaser trailer, trước đây được trưng bày tại 2012 New York Comic Con. Chiến dịch tiếp thị của bộ phim vào tháng 2 năm 2013. Trong suốt chiến dịch, bộ phim gán mác "dựa trên một câu chuyện có thật".

### Phát hành ra rạp
Hãng Warner Bros và New Line Cinema ban đầu dự định sẽ phát hành The Conjuring vào đầu năm 2013, nhưng sau đó hãng đã dời lịch. Bộ phim cuối cùng được phát hành vào ngày 19 tháng 7 tại Bắc Mỹ, Vương quốc Anh và ở Ấn Độ vào ngày 2 tháng 8. Bởi vì điều này, nó là một trong những bộ phim kinh dị đầu tiên được phát hành rộng rãi tại Hoa Kỳ vào tháng 6 hoặc tháng 7 kể từ khi The Omen năm 2006. Một trailer và một đoạn trích từ bộ phim đã được trình chiếu tại 2012 New York Comic Con. Trong tháng 3 năm 2013, bộ phim nhận được phân loại R của MPAA cho là những gì Wan mô tả là "quá lớn".

### Định dạng
Bộ phim đã được phát hành trên định dạng Blu-ray và DVD bởi hãng Warner Bros Home Entertainment.

## Tiếp nhận

### Phòng vé
Ra mắt và thu về 35.000.000$ tại Bắc Mỹ. Bộ phim thu được 3.300.000$ từ hôm chiếu đêm và đạt 17.000.000$ trên tổng số 1,25 ngày, cao hơn một chút so với The Purge một tháng trước đó. Bộ phim tiếp tục thu 41.500.000$ trong tuần đầu công chiếu, phá vỡ kỷ lục trước đó của The Purge. Trong khi các bộ phim kinh dị thường giảm ít nhất 50% vào cuối tuần thứ hai, nhưng The Conjuring chỉ giảm 47% và mang về 22.200.000$. Sau khi phát hành tại các rạp, bộ phim mang về doanh thu hơn mười lăm lần kinh phí sản xuất. Tổng doanh thu trên toàn thế giới là 318.000.141$.

### Tiếp nhận phê bình
Bộ phim nhận được đánh giá tích cực từ các nhà phê bình và khán giả. Điểm trên Rotten Tomatoes là 86% dựa trên 182 nhận xét cùng số điểm trung bình là 7/10. Điểm trên Metacritic là 68, dựa trên 35 ý kiến từ các nhà phê bình chính thống. CinemaScore là A-.

## Giải thưởng
| Giải thưởng                             | Hạng mục                                  | Người nhận giải                         | Kết quả   |
| --------------------------------------- | ----------------------------------------- | --------------------------------------- | --------- |
| Giải Fangoria Chainsaw                  | Phim phát hành rộng rãi nhất              | Phim phát hành rộng rãi nhất            | Đoạt giải |
| Giải Fangoria Chainsaw                  | Nữ diễn viên phụ xuất sắc nhất            | Lili Taylor                             | Đoạt giải |
| Giải Empire                             | Phim kinh dị xuất sắc nhất                | Phim kinh dị xuất sắc nhất              | Đoạt giải |
| Giải Sao Thổ                            | Phim kinh dị xuất sắc nhất                | Phim kinh dị xuất sắc nhất              | Đoạt giải |
| 19th Critics' Choice Awards             | Phim viễn tưởng / kinh dị xuất sắc nhất   | Phim viễn tưởng / kinh dị xuất sắc nhất | Đề cử     |
| 2013 Denver Film Critics Society Awards | Phim viễn tưởng / kinh dị xuất sắc nhất   | Phim viễn tưởng / kinh dị xuất sắc nhất | Đề cử     |
| Giải Fright Meter                       | Hóa trang xuất sắc nhất                   | Hóa trang xuất sắc nhất                 | Đề cử     |
| Giải Fright Meter                       | Kỹ xảo xuất sắc nhất                      | Kỹ xảo xuất sắc nhất                    | Đề cử     |
| Liên hoan phim Hollywood                | Giải thưởng điện ảnh Hollywood            | James Wan                               | Đề cử     |
| Giải Điện ảnh của MTV                   | Best Scared-as-S**t Performance           | Vera Farmiga                            | Đề cử     |
| People's Choice Awards                  | Phim kinh dị được yêu thích nhất          | Phim kinh dị được yêu thích nhất        | Đề cử     |
| Key Art Awards                          | Trailer – Âm thanh / Kỹ xảo xuất sắc nhất | Warner Bros.                            | Hạng ba   |
| Key Art Awards                          | Âm thanh / Kỹ xảo xuất sắc nhất           | Warner Bros.                            | Hạng ba   |
| Giải Sao Thổ                            | Phim kinh dị xuất sắc nhất                | Phim kinh dị xuất sắc nhất              | Đoạt giải |

## Phần tiếp theo
The Conjuring 2 đã phát hành tại Mỹ ngày 10 tháng 6 năm 2016.